# Carlo Cudicini
Carlo Cudicini (Milão, 6 de setembro de 1973) é um ex-futebolista italiano que atuava como goleiro. 
Cudicini teve uma longa passagem no Chelsea e no início de sua carreira jogou pelo Milan e Lazio.